# Jean Dubuffet
Jean Philippe Arthur Dubuffet (31. července 1901, Le Havre – 12. května 1985, Paříž) byl francouzský malíř, sochař, grafik, průkopník nových uměleckých směrů.

## Dílo
Jeho dílo je řazeno k informelu, tašismu či patafyzice. Kolem roku 1948 měl blízko k francouzským surrealistům, ale hnutí opustil. Zaujala ho kniha psychiatra Hanse Prinzhorna o uměleckých pracích duševně nemocných, kteří nejsou v projevu ovlivněni žádnými pravidly estetiky, konvencemi ani školením. Definoval tzv. art brut, k němuž se svou tvorbou přihlásil. Obrazy profesionálních malířů tohoto směru také sbíral (zejm. Aloïse Corbaze a Adolfa Wölfliho).

### Materiály a techniky
- Projevoval vynalézavost při užívání a kombinaci nových materiálů. Mnohé obrazy jsou namalovány pastózními olejovými barvami, zahuštěnými pískem, asfaltem, dehtem nebo slámou, což dodávalo neobvykle vrstevnatý a texturovaný povrch. Dehtový tmel nazýval bitumen; v informelu se pro něj vžil francouzský termín „haute pâte“ (vysoká pasta), nebo anglické Matter painting či matterismus. Iluzi perspektivy dosud tvořenou barevnými valéry Dubuffet nahradil hrubým překrýváním objektů. Od roku 1962 vytvořil sérii prací s barevností omezenou na červenou, bílou, černou a modrou.
- Ke konci 60. let se stále více přikláněl k sochařství. Skulptury vytvářel z polystyrénu, betonu, lávy, textilu, kůže, uschlých větví a dalších přírodnin, jednou dokonce z motýlích křídel. Maloval je syntetickými polyakrylátovými barvami, tehdy nazývanými vinylové (ve zdokonaleném složení a rozšířené barevné škále se dosud nazývají akrylové).
- Do rejstříku grafického umění přispěl štětcem malovanou kaligrafií.

Psal též teoretické práce o umění, zvláště eseje, komponoval hudbu pro audiovizuální produkci svých výtvarných děl.